# Sère-Lanso
Sère-Lanso är en kommun i departementet Hautes-Pyrénées i regionen Occitanien i sydvästra Frankrike. Kommunen ligger i kantonen Lourdes-Est som tillhör arrondissementet Argelès-Gazost. År 2022 hade Sère-Lanso 41 invånare.

## Befolkningsutveckling
Antalet invånare i kommunen Sère-Lanso
| Referens: INSEE |